# Eugénio Botkin
Ievguéni Serguéievitch Bótkin,[carece de fontes?] também conhecido como Dr. Eugénio Botkin (São Petersburgo, 1865 – Ecaterimburgo, 17 de julho de 1918) foi o médico da corte do czar Nicolau II e da czarina Alexandra Feódorovna. Enquanto esteve no exílio com a família, geralmente tratou das crises de hemofilia do czarévitch Alexei.
Botkin foi para o exílio com os Romanov a seguir à Revolução Russa de 1917, e foi assassinado com a família em Ecaterimburgo a 17 de julho de 1918. Como eles, foi canonizado como neomártir pela Igreja Ortodoxa Russa no exílio, em 1981.